# Kristelig Forening for Unge Menn-Kameratene Oslo Futsal 2013-2014
Questa voce raccoglie le informazioni riguardanti il Kristelig Forening for Unge Menn-Kameratene Oslo Futsal nelle competizioni ufficiali della stagione 2013-2014.

## Stagione
In vista della nuova stagione, il club ha nominato Sigbjørn Strand e Jon Morten Mosand come allenatori. Il KFUM Oslo ha chiuso l'annata all'8º posto finale. La squadra ha pertanto peggiorato il 3º posto dell'annata precedente. L'avventura nella Futsal Cup è terminata invece in semifinale, arrendendosi al Vegakameratene.

## Rosa
| N° | Naz.                | Ruolo | Sportivo           | Anno     |  |  |
| -- | ------------------- | ----- | ------------------ | -------- |  |  |
|    | Norvegia (bandiera) | POR   | Eivind Bratseth    | 30.06.87 |  |  |
|    | Norvegia (bandiera) | POR   | Stian DeWahl       | 19.11.88 |  |  |
|    | Norvegia (bandiera) | POR   | Amin Sayyari       |          |  |  |
|    | Norvegia (bandiera) | DIF   | Fridjof Berg Kahrs | 21.03.93 |  |  |
|    | Norvegia (bandiera) | DIF   | Marius Brevig      | 25.05.91 |  |  |
|    | Norvegia (bandiera) | DIF   | Tresor Egholm      | 03.09.82 |  |  |
|    | Norvegia (bandiera) | DIF   | Thomas Sæther      | 25.09.84 |  |  |
|    | Norvegia (bandiera) | LAT   | Erik Jonvik        | 29.12.90 |  |  |
|    | Norvegia (bandiera) | LAT   | Jonas Edvardsen    | 09.12.88 |  |  |
|    | Norvegia (bandiera) | LAT   | Christoffer Kelle  | 13.03.96 |  |  |
|    | Norvegia (bandiera) | LAT   | Lars Johnsen       |          |  |  |
|    | Norvegia (bandiera) | LAT   | Erlend Skaga       | 14.01.89 |  |  |
|    | Norvegia (bandiera) | LAT   | Cato Valøy         | 28.04.87 |  |  |
|    | Norvegia (bandiera) | LAT   | Morten Wermåker    | 21.01.90 |  |  |
|    | Norvegia (bandiera) | PIV   | Ivan Andjic        |          |  |  |
|    | Norvegia (bandiera) | PIV   | Christoffer Dahl   | 08.01.84 |  |  |
|    | Norvegia (bandiera) | PIV   | Sindre Ek          | 29.03.90 |  |  |
|    | Norvegia (bandiera) | PIV   | Lars Røttingsnes   | 10.08.93 |  |  |
|    | Norvegia (bandiera) | PIV   | Stian Sortevik     | 17.07.88 |  |  |
|    | Norvegia (bandiera) |       | Roald Aas          |          |  |  |
|    | Norvegia (bandiera) |       | Elias Hansson      |          |  |  |
|    | Norvegia (bandiera) |       | Martinus Mølsæter  |          |  |  |
|    | Norvegia (bandiera) |       | Matias Unsvåg      |          |  |  |

## Risultati

### Eliteserie

#### Girone di andata
| Tiller 9 novembre 2013, ore 12:00 1ª giornata | KFUM Oslo | 3 – 5 referto | Tiller | KVT Hallen\| Arbitro: \| Iversen \| |
| Arbitro:                                      | Iversen   |               |        |                                     |

| Tiller 10 novembre 2013, ore 17:00 2ª giornata | Vegakameratene | 3 – 1 referto | KFUM Oslo | KVT Hallen\| Arbitro: \| Krokdal \| |
| Arbitro:                                       | Krokdal        |               |           |                                     |

| Tiller 24 novembre 2013, ore 15:00 3ª giornata | KFUM Oslo | 4 – 4 referto | Grorud | KVT Hallen\| Arbitro: \| Hanssen \| |
| Arbitro:                                       | Hanssen   |               |        |                                     |

| Tiller 8 novembre 2013, ore 21:30 4ª giornata | KFUM Oslo | 7 – 1 referto | Sjarmtrollan | KVT Hallen\| Arbitro: \| Myklebust \| |
| Arbitro:                                      | Myklebust |               |              |                                       |

| Tromsø 14 dicembre 2013, ore 17:15 5ª giornata | Nidaros   | 5 – 2 referto | KFUM Oslo | Breivikahallen\| Arbitro: \| Eidhammer \| |
| Arbitro:                                       | Eidhammer |               |           |                                           |

| Tromsø 15 dicembre 2013, ore 11:45 6ª giornata | KFUM Oslo  | 7 – 2 referto | Solør | Breivikahallen\| Arbitro: \| Schjølberg \| |
| Arbitro:                                       | Schjølberg |               |       |                                            |

| Tiller 11 gennaio 2014, ore 19:00 7ª giornata | Ørn-Horten | 5 – 2 referto | KFUM Oslo | KVT Hallen\| Arbitro: \| Eidhammer \| |
| Arbitro:                                      | Eidhammer  |               |           |                                       |

| Tiller 12 gennaio 2014, ore 13:30 8ª giornata | KFUM Oslo | 6 – 2 referto | Sandefjord | KVT Hallen\| Arbitro: \| Krokdal \| |
| Arbitro:                                      | Krokdal   |               |            |                                     |

| Sørumsand 18 gennaio 2014, ore 13:45 9ª giornata | Kongsvinger | 4 – 3 referto | KFUM Oslo | Bingsfosshallen\| Arbitro: \| Sandberg \| |
| Arbitro:                                         | Sandberg    |               |           |                                           |

#### Girone di ritorno
| Sørumsand 19 gennaio 2014, ore 15:15 10ª giornata | Tiller  | 1 – 5 referto | KFUM Oslo | Bingsfosshallen\| Arbitro: \| Iversen \| |
| Arbitro:                                          | Iversen |               |           |                                          |

| Oslo 1º febbraio 2014, ore 12:00 11ª giornata | KFUM Oslo | 0 – 0 referto | Vegakameratene | KFUM-Hallen\| Arbitro: \| Eidhammer \| |
| Arbitro:                                      | Eidhammer |               |                |                                        |

| Oslo 23 febbraio 2014, ore 17:00 12ª giornata | Grorud   | 11 – 4 referto | KFUM Oslo | Ellingsrudhallen\| Arbitro: \| Sandberg \| |
| Arbitro:                                      | Sandberg |                |           |                                            |

| Oslo 1º febbraio 2014, ore 20:45 13ª giornata | Sjarmtrollan | 1 – 4 referto | KFUM Oslo | KFUM-Hallen\| Arbitro: \| Schjølberg \| |
| Arbitro:                                      | Schjølberg   |               |           |                                         |

| Oslo 2 febbraio 2014, ore 15:15 14ª giornata | KFUM Oslo | 1 – 3 referto | Nidaros | KFUM-Hallen\| Arbitro: \| Eidhammer \| |
| Arbitro:                                     | Eidhammer |               |         |                                        |

| Oslo 15 febbraio 2014, ore 13:45 15ª giornata | Solør     | 4 – 3 referto | KFUM Oslo | Ellingsrudhallen\| Arbitro: \| Eidhammer \| |
| Arbitro:                                      | Eidhammer |               |           |                                             |

| Oslo 16 febbraio 2014, ore 15:15 16ª giornata | KFUM Oslo | 7 – 4 referto | Ørn-Horten | Ellingsrudhallen\| Arbitro: \| Tvedt \| |
| Arbitro:                                      | Tvedt     |               |            |                                         |

| Oslo 15 marzo 2014, ore 13:45 17ª giornata | Sandefjord      | 7 – 0 referto | KFUM Oslo | KFUM-Hallen\| Arbitro: \| Kiil Andreassen \| |
| Arbitro:                                   | Kiil Andreassen |               |           |                                              |

| Oslo 16 marzo 2014, ore 13:30 18ª giornata | KFUM Oslo | 4 – 4 referto | Kongsvinger | Ellingsrudhallen\| Arbitro: \| Tangvik \| |
| Arbitro:                                   | Tangvik   |               |             |                                           |

### Futsal Cup
| Oslo 25 gennaio 2014, ore 11:00 Quarti di finale | KFUM Oslo | 7 – 2 referto | Krohnsminde | KFUM-Hallen\| Arbitro: \| Hanssen \| |
| Arbitro:                                         | Hanssen   |               |             |                                      |

| Arbitro: | Hanssen |

|  |                      |  |
|  | Tiri di rigore 1 – 2 |  |